# Forellensprung

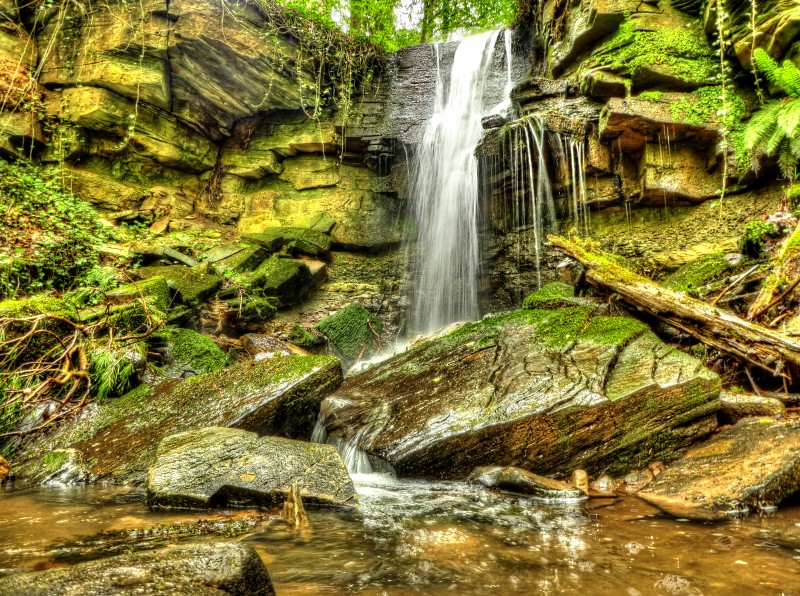
Wasserfall Forellensprung Welzheim

Der Forellensprung ist ein Wasserfall bei Langenberg (Welzheim). Bei ihm stürzt der Burgsteigklingenbach über eine harte Kalksandsteinbank des unteren Stubensandsteins fünf Meter in die Tiefe.
Der Wasserfall ist durch fließbedingte Erosion entstanden. Als der Oberrheingraben in der geologischen Epoche des Tertiär einbrach, bildete die nun stark vertiefte Flusslage des Rheins eine viel stärkere Erosionsbasis der rheinzufließenden Gewässer. Die Folgen waren eine viel stärkere Erosion der Bäche und Flüsse, was die heute typischen Täler, Schluchten und Klingen erklärt. So entstanden auch die vielen geologischen Naturdenkmäler im Welzheimer Wald.
Geologisch dem Forellensprung ähnlich sind die Wasserfälle bei der Laufenmühle, die über dieselbe harte Sandsteinbasis herabstürzen.
Dass Forellen den Wasserfall überwunden haben sollen, dürfte aufgrund der Höhe ziemlich unwahrscheinlich sein.